# Ashby de la Launde
Ashby de la Launde är en by i civil parish Ashby de la Launde and Bloxholm, i distriktet North Kesteven, i grevskapet Lincolnshire, i England. Byn är belägen 10 km från Sleaford. Ashby de la Launde var en civil parish fram till 1931 när blev den en del av Ashby de la Launde and Bloxholm. Civil parish hade 200 invånare år 1921. Byn nämndes i Domedagsboken (Domesday Book) år 1086, och kallades då Aschebi.